# Sola (con un desconocido)
«Sola (con un desconocido)» es un sencillo del grupo español Olé Olé publicado en 1987, cuando la solista de la banda era aún Marta Sánchez.

## Descripción
Se trata del primer sencillo del cuarto álbum de la banda. La canción alcanza gran repercusión y está en la base del éxito alcanzado por el álbum.
El tema está incluido en el recopilatorio de la banda Olé Olé. Grandes éxitos (2010).

### Versiones
Cabe destacar, como versión, la parodia realizada por el actor Arturo Valls, imitando a Marta Sánchez, en el Talent show de Antena 3 Tu cara me suena en 2012.
En 2016 se versiona de nuevo por el grupo, esta vez con la voz de Vicky Larraz y a dueto con la cantante Yurena y se incluye dentro del recopilatorio Sin control.

### Presentaciones en directo
- Gira 1987
- Gira 1988/1989
- Gira 1990/1991
- Gira 1993

## Posicionamiento en listas
| País   | Lista              | Mejor posición |
| ------ | ------------------ | -------------- |
| España | Los 40 principales | 1              |